# شیشه‌شور (سرده)
شیشه شور (سرده) (نام علمی: Callistemon) نام یک سرده از تیره موردیان است.

## نگارخانه

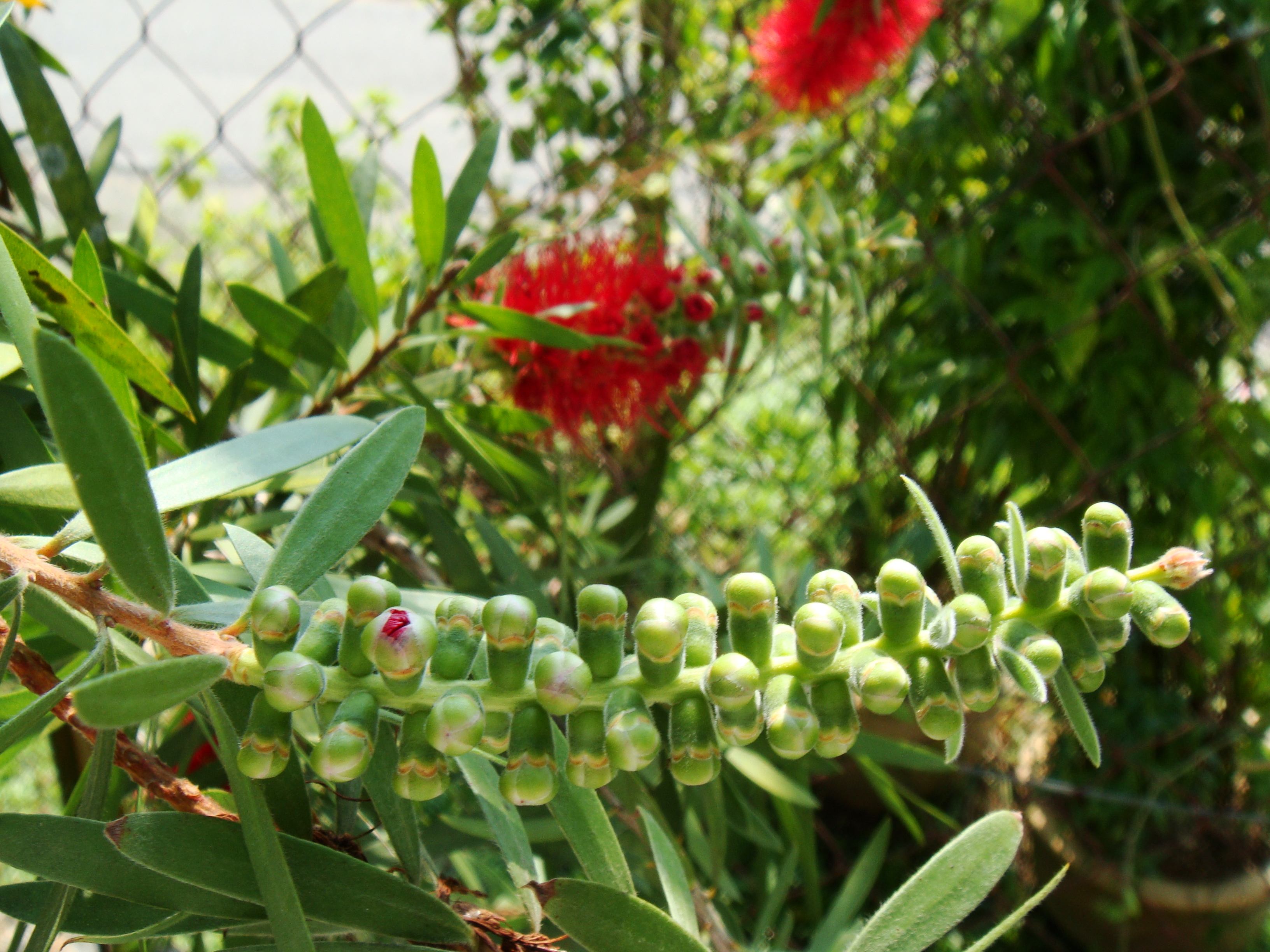
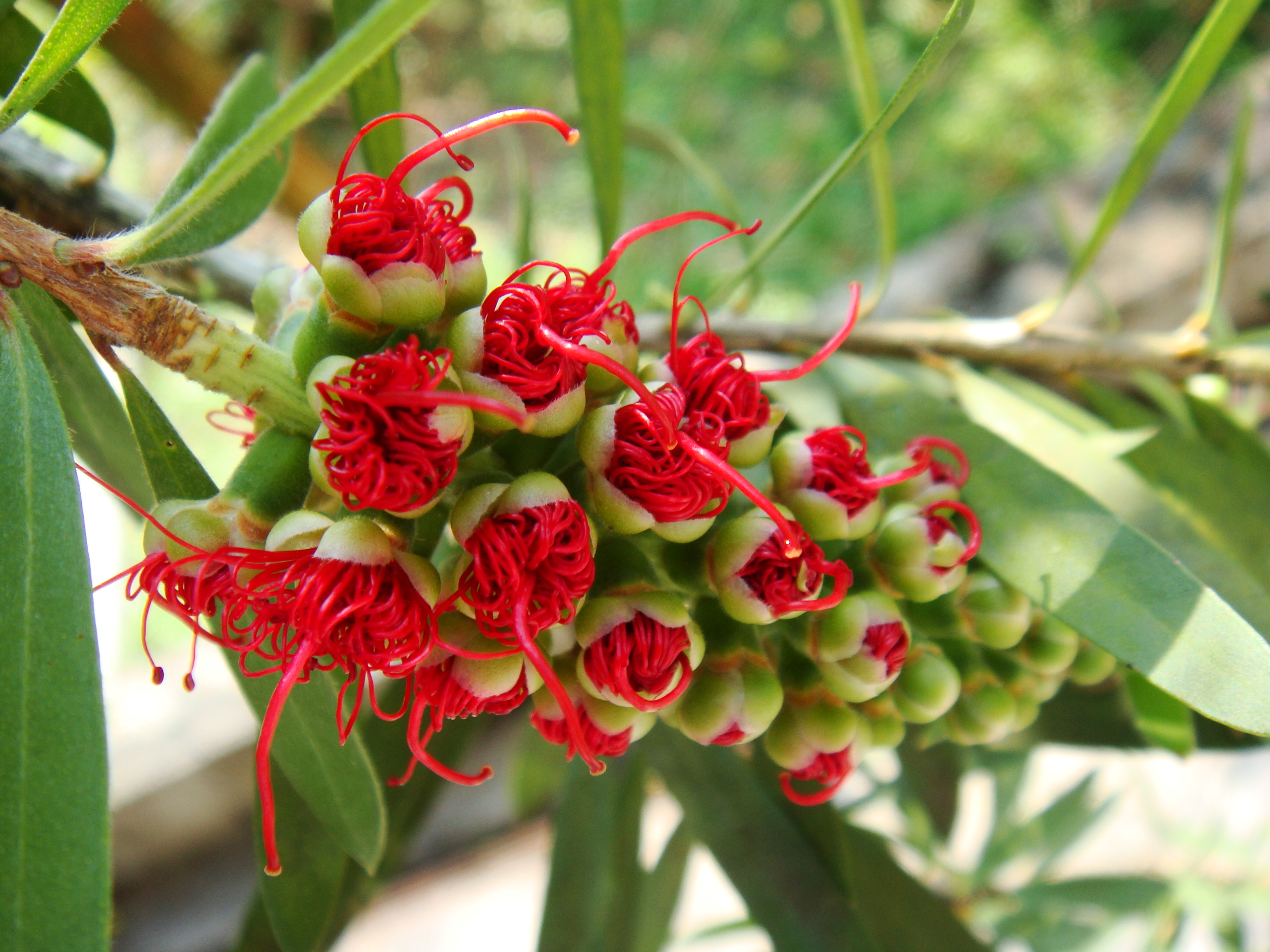
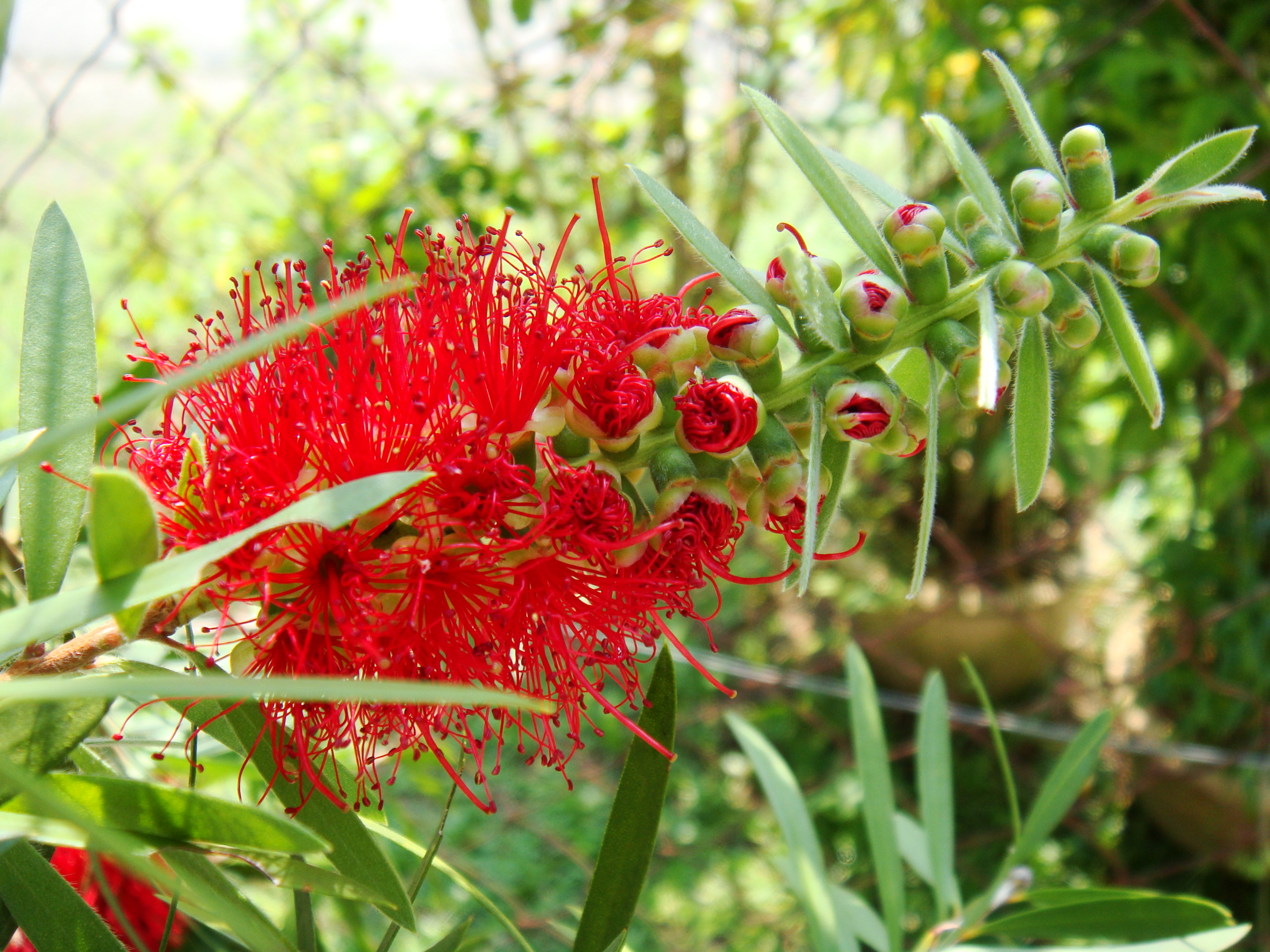
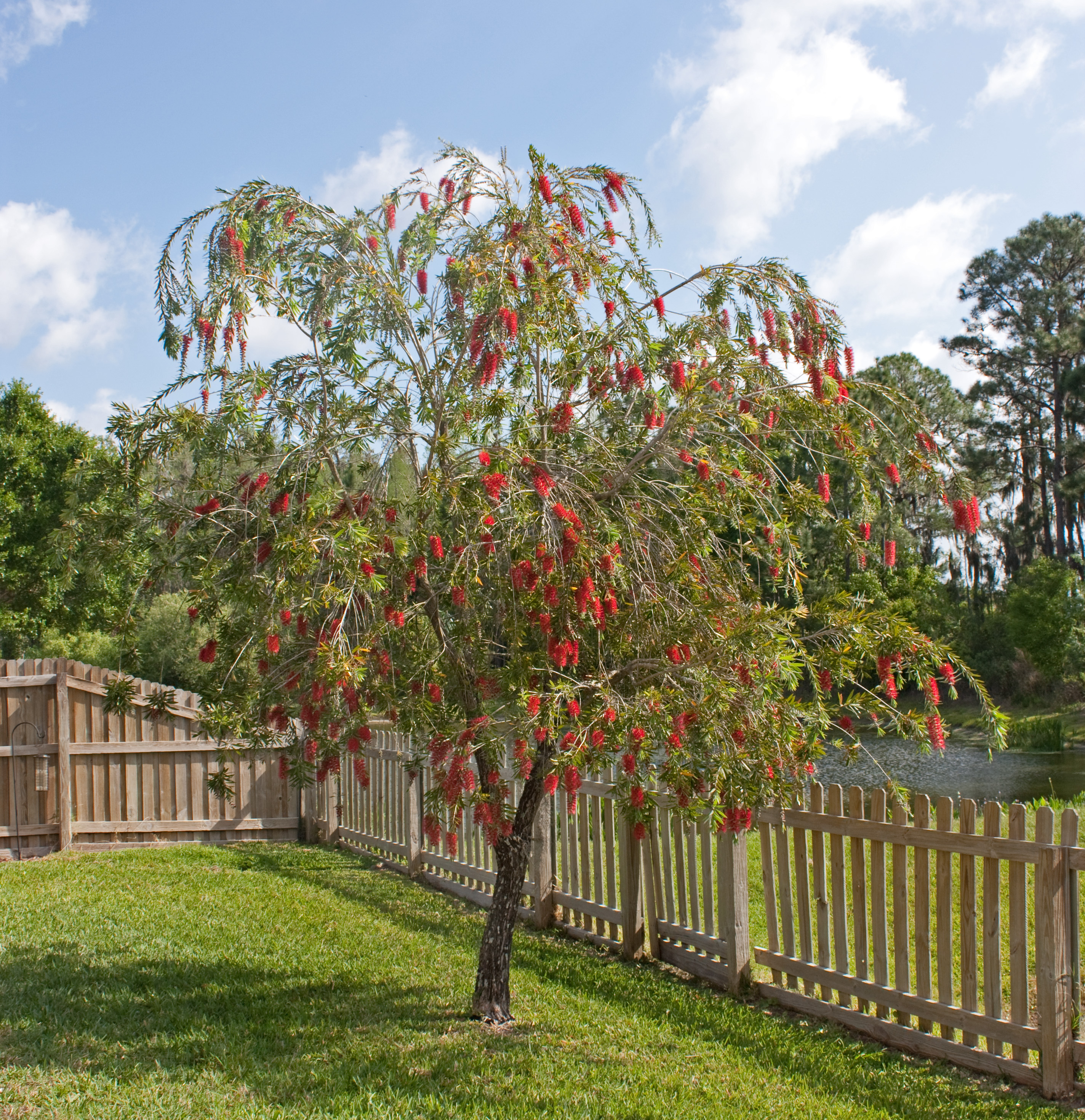
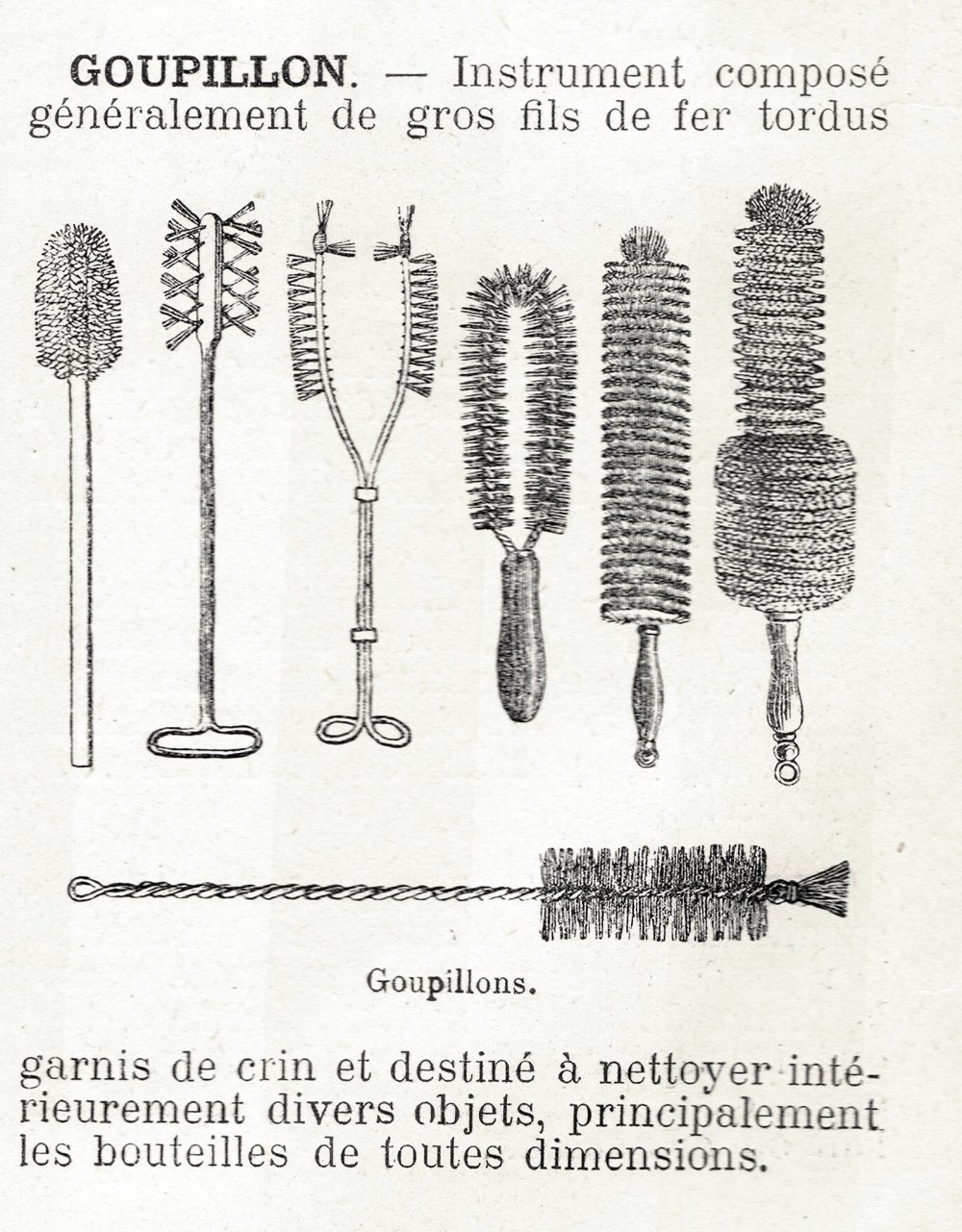